# スーパーボウル・チャンピオンの一覧
スーパーボウル・チャンピオンの一覧（スーパーボウル・チャンピオンのいちらん）では、スーパーボウルのチャンピオンを一覧する。
スーパーボウルは、ナショナル・フットボール・リーグ（NFL）の年間チャンピオンを決めるアメリカンフットボールの試合である。この試合はアメリカの都市で行われ、開催地は3-4年前に、通常温暖な地域かドームスタジアムから選ばれる。1971年1月から、NFLプレイオフを勝ち抜いた、AFCチャンピオンシップゲームの勝者とNFCチャンピオンシップゲームの勝者が対戦している。
1970年のアメリカン・フットボール・リーグ(AFL)とナショナル・フットボール・リーグ（NFL）の合併までは、両リーグ間で4回行われた。第1回、第2回は「AFL-NFLワールド・チャンピオンシップ・ゲーム」として知られていた。1969年の第3回スーパーボウルは「スーパーボウル」という通称が付けられた最初の試合であり、以前の2試合についても「第1回スーパーボウル」、「第2回スーパーボウル」と遡って呼ばれるようになった。第54回までNFC/NFLが27勝、AFC/AFLが27勝である。他都市に移転したチームを含めて19チームがスーパーボウルで勝利している。
スーパーボウルの最多勝利はピッツバーグ・スティーラーズ（6勝2敗）とニューイングランド・ペイトリオッツ（6勝5敗）で、6回優勝している。そして、ダラス・カウボーイズ（5勝3敗）とサンフランシスコ・フォーティナイナーズ（5勝2敗）が5勝で続く。最多出場は、ニューイングランド・ペイトリオッツの11回で、連続出場は1990年から1993年まで4年連続で出場し4連敗したバッファロー・ビルズ（0勝4敗）である。最多敗北は、ブロンコスとペイトリオッツの5敗。連覇記録は2連覇で7チーム（1966–67年のグリーンベイ・パッカーズ、1972–73年のマイアミ・ドルフィンズ、1974–75年と1978–79年のピッツバーグ・スティーラーズ（連覇を2回達成した唯一のチーム）、1988–89年のサンフランシスコ・フォーティナイナーズ、1992–93年のダラス・カウボーイズ、1997–98年のデンバー・ブロンコス、2003–04年のニューイングランド・ペイトリオッツ）が達成している。1972年のマイアミ・ドルフィンズは、NFL史上唯一、パーフェクト・シーズン（シーズン全勝）を達成した。複数回出場して無敗のチームはボルチモア・レイブンズだけであり、 第47回スーパーボウルでは同じく無敗であったサンフランシスコ・フォーティナイナーズに勝利した。移転や改名を含めて、現在のNFLチームのうち4チーム（クリーブランド・ブラウンズ、デトロイト・ライオンズ、ジャクソンビル・ジャガーズ、ヒューストン・テキサンズ）がスーパーボウルに出場したことがない。ただし、ブラウンズ（1964年）とライオンズ（1957年）は、スーパーボウル誕生前のNFLチャンピオンシップゲームに勝利したことはある。

## スーパーボウル・チャンピオンシップ (1966年–現在)
表のカッコ内の数字は、スーパーボウル開催日時点における以下の数字である：
- 勝利チームおよび敗北チーム欄の数字は、そのチームのスーパーボウル出場回数とその時点までの勝敗成績。
- 会場欄の数字は、そのスタジアムがスーパーボウルを開催した回数。
- 開催地欄の数字は、その都市圏がスーパーボウルを開催した回数。

| ナショナル・フットボール・リーグ (NFL, 1967–1970)         | アメリカン・フットボール・リーグ (AFL, 1967–1970)         |
| --------------------------------------------------------- | --------------------------------------------------------- |
| NFLチャンピオン‡ (4, 2–2)                                 | AFLチャンピオン^ (4, 2–2)                                 |
| ナショナル・フットボール・カンファレンス (NFC, 1971–現在) | アメリカン・フットボール・カンファレンス (AFC, 1971–現在) |
| NFCチャンピオン* (50, 25–25)                              | AFCチャンピオン† (50, 25–25)                              |

| 回 | 日付          | 勝利チーム                                       | 得点  | 敗北チーム                                       | 会場                                               | 開催地                                 | 観客数  | 出典                 |
| -- | ------------- | ------------------------------------------------ | ----- | ------------------------------------------------ | -------------------------------------------------- | -------------------------------------- | ------- | -------------------- |
| 1  | 1967年1月15日 | グリーンベイ・パッカーズ‡ (1, 1–0)               | 35–10 | カンザスシティ・チーフス^ (1, 0–1)               | ロサンゼルス・メモリアル・コロシアム               | カリフォルニア州ロサンゼルス           | 61,946  | [ 10 ]               |
| 2  | 1968年1月14日 | グリーンベイ・パッカーズ‡ (2, 2–0)               | 33–14 | オークランド・レイダース^ (1, 0–1)               | オレンジボウル                                     | フロリダ州マイアミ。                   | 75,546  | [ 12 ]               |
| 3  | 1969年1月12日 | ニューヨーク・ジェッツ^ (1, 1–0)                 | 16–7  | ボルチモア・コルツ‡ (1, 0–1)                     | オレンジボウル (2)                                 | フロリダ州マイアミ (2)                 | 75,389  | [ 13 ]               |
| 4  | 1970年1月11日 | カンザスシティ・チーフス^ (2, 1–1)               | 23–7  | ミネソタ・バイキングス‡ (1, 0–1)                 | テュレーン・スタジアム                             | ルイジアナ州ニューオーリンズ           | 80,562  | [ 14 ]               |
| 5  | 1971年1月17日 | ボルチモア・コルツ† (2, 1–1)                     | 16–13 | ダラス・カウボーイズ* (1, 0–1)                   | オレンジボウル (3)                                 | フロリダ州マイアミ (3)                 | 79,204  | [ 15 ]               |
| 6  | 1972年1月16日 | ダラス・カウボーイズ* (2, 1–1)                   | 24–3  | マイアミ・ドルフィンズ† (1, 0–1)                 | テュレーン・スタジアム (2)                         | ルイジアナ州ニューオーリンズ (2)       | 81,023  | [ 16 ]               |
| 7  | 1973年1月14日 | マイアミ・ドルフィンズ† (2, 1–1)                 | 14–7  | ワシントン・レッドスキンズ* (1, 0–1)             | ロサンゼルス・メモリアル・コロシアム (2)           | カリフォルニア州ロサンゼルス (2)       | 90,182  | [ 17 ]               |
| 8  | 1974年1月13日 | マイアミ・ドルフィンズ† (3, 2–1)                 | 24–7  | ミネソタ・バイキングス* (2, 0–2)                 | ライス・スタジアム                                 | テキサス州 ヒューストン                | 71,882  | [ 18 ]               |
| 9  | 1975年1月12日 | ピッツバーグ・スティーラーズ† (1, 1–0)           | 16–6  | ミネソタ・バイキングス* (3, 0–3)                 | テュレーン・スタジアム (3)                         | ルイジアナ州ニューオーリンズ (3)       | 80,997  | [ 19 ]               |
| 10 | 1976年1月18日 | ピッツバーグ・スティーラーズ† (2, 2–0)           | 21–17 | ダラス・カウボーイズ* (3, 1–2)                   | オレンジボウル (4)                                 | フロリダ州マイアミ (4)                 | 80,187  | [ 20 ]               |
| 11 | 1977年1月9日  | オークランド・レイダース† (2, 1–1)               | 32–14 | ミネソタ・バイキングス* (4, 0–4)                 | ローズボウル                                       | カリフォルニア州パサデナ (3)           | 103,438 | [ 21 ]               |
| 12 | 1978年1月15日 | ダラス・カウボーイズ* (4, 2–2)                   | 27–10 | デンバー・ブロンコス† (1, 0–1)                   | ルイジアナ・スーパードーム                         | ルイジアナ州ニューオーリンズ (4)       | 76,400  | [ 22 ]               |
| 13 | 1979年1月21日 | ピッツバーグ・スティーラーズ† (3, 3–0)           | 35–31 | ダラス・カウボーイズ* (5, 2–3)                   | オレンジボウル (5)                                 | フロリダ州マイアミ (5)                 | 79,484  | [ 23 ]               |
| 14 | 1980年1月20日 | ピッツバーグ・スティーラーズ† (4, 4–0)           | 31–19 | ロサンゼルス・ラムズ* (1, 0–1)                   | ローズボウル (2)                                   | カリフォルニア州パサデナ (4)           | 103,985 | [ 24 ]               |
| 15 | 1981年1月25日 | オークランド・レイダース† (3, 2–1)               | 27–10 | フィラデルフィア・イーグルス* (1, 0–1)           | ルイジアナ・スーパードーム (2)                     | ルイジアナ州ニューオーリンズ (5)       | 76,135  | [ 25 ]               |
| 16 | 1982年1月24日 | サンフランシスコ・フォーティナイナーズ* (1, 1–0) | 26–21 | シンシナティ・ベンガルズ† (1, 0–1)               | ポンティアック・シルバードーム                     | ミシガン州ポンティアック               | 81,270  | [ 26 ]               |
| 17 | 1983年1月30日 | ワシントン・レッドスキンズ* (2, 1–1)             | 27–17 | マイアミ・ドルフィンズ† (4, 2–2)                 | ローズボウル (3)                                   | カリフォルニア州パサデナ (5)           | 103,667 | [ 27 ]               |
| 18 | 1984年1月22日 | ロサンゼルス・レイダース† (4, 3–1)               | 38–9  | ワシントン・レッドスキンズ* (3, 1–2)             | タンパ・スタジアム                                 | フロリダ州タンパ                       | 72,920  | [ 28 ]               |
| 19 | 1985年1月20日 | サンフランシスコ・フォーティナイナーズ* (2, 2–0) | 38–16 | マイアミ・ドルフィンズ† (5, 2–3)                 | スタンフォード・スタジアム                         | カリフォルニア州スタンフォード         | 84,059  | [ 29 ]               |
| 20 | 1986年1月26日 | シカゴ・ベアーズ* (1, 1–0)                       | 46–10 | ニューイングランド・ペイトリオッツ† (1, 0–1)     | ルイジアナ・スーパードーム (3)                     | ルイジアナ州ニューオーリンズ (6)       | 73,818  | [ 30 ]               |
| 21 | 1987年1月25日 | ニューヨーク・ジャイアンツ* (1, 1–0)             | 39–20 | デンバー・ブロンコス† (2, 0–2)                   | ローズボウル (4)                                   | カリフォルニア州パサデナ (6)           | 101,063 | [ 31 ]               |
| 22 | 1988年1月31日 | ワシントン・レッドスキンズ* (4, 2–2)             | 42–10 | デンバー・ブロンコス† (3, 0–3)                   | ジャック・マーフィー・スタジアム。                 | カリフォルニア州サンディエゴ           | 73,302  | [ 36 ]               |
| 23 | 1989年1月22日 | サンフランシスコ・フォーティナイナーズ* (3, 3–0) | 20–16 | シンシナティ・ベンガルズ† (2, 0–2)               | ジョー・ロビー・スタジアム                         | フロリダ州マイアミガーデンズ (6)       | 75,129  | [ 37 ]               |
| 24 | 1990年1月28日 | サンフランシスコ・フォーティナイナーズ* (4, 4–0) | 55–10 | デンバー・ブロンコス† (4, 0–4)                   | ルイジアナ・スーパードーム (4)                     | ルイジアナ州ニューオーリンズ (7)       | 72,919  | [ 38 ]               |
| 25 | 1991年1月27日 | ニューヨーク・ジャイアンツ* (2, 2–0)             | 20–19 | バッファロー・ビルズ† (1, 0–1)                   | タンパ・スタジアム (2)                             | フロリダ州タンパ (2)                   | 73,813  | [ 39 ]               |
| 26 | 1992年1月26日 | ワシントン・レッドスキンズ* (5, 3–2)             | 37–24 | バッファロー・ビルズ† (2, 0–2)                   | メトロドーム                                       | ミネソタ州ミネアポリス                 | 63,130  | [ 40 ]               |
| 27 | 1993年1月31日 | ダラス・カウボーイズ* (6, 3–3)                   | 52–17 | バッファロー・ビルズ† (3, 0–3)                   | ローズボウル (5)                                   | カリフォルニア州パサデナ (7)           | 98,374  | [ 41 ]               |
| 28 | 1994年1月30日 | ダラス・カウボーイズ* (7, 4–3)                   | 30–13 | バッファロー・ビルズ† (4, 0–4)                   | ジョージア・ドーム                                 | ジョージア州アトランタ                 | 72,817  | [ 42 ]               |
| 29 | 1995年1月29日 | サンフランシスコ・フォーティナイナーズ* (5, 5–0) | 49–26 | サンディエゴ・チャージャーズ† (1, 0–1)           | ジョー・ロビー・スタジアム (2)                     | フロリダ州マイアミガーデンズ (7)       | 74,107  | [ 43 ]               |
| 30 | 1996年1月28日 | ダラス・カウボーイズ* (8, 5–3)                   | 27–17 | ピッツバーグ・スティーラーズ† (5, 4–1)           | サン・デビル・スタジアム                           | アリゾナ州テンピ                       | 76,347  | [ 44 ]               |
| 31 | 1997年1月26日 | グリーンベイ・パッカーズ* (3, 3–0)               | 35–21 | ニューイングランド・ペイトリオッツ† (2, 0–2)     | ルイジアナ・スーパードーム (5)                     | ルイジアナ州ニューオーリンズ (8)       | 72,301  | [ 45 ]               |
| 32 | 1998年1月25日 | デンバー・ブロンコス† (5, 1–4)                   | 31–24 | グリーンベイ・パッカーズ* (4, 3–1)               | クアルコム・スタジアム (2)                         | カリフォルニア州サンディエゴ (2)       | 68,912  | [ 46 ]               |
| 33 | 1999年1月31日 | デンバー・ブロンコス† (6, 2–4)                   | 34–19 | アトランタ・ファルコンズ* (1, 0–1)               | プロ・プレーヤー・スタジアム (3)                   | フロリダ州マイアミガーデンズ (8)       | 74,803  | [ 47 ]               |
| 34 | 2000年1月30日 | セントルイス・ラムズ* (2, 1–1)                   | 23–16 | テネシー・タイタンズ† (1, 0–1)                   | ジョージア・ドーム (2)                             | ジョージア州アトランタ (2)             | 72,625  | [ 48 ]               |
| 35 | 2001年1月28日 | ボルチモア・レイブンズ† (1, 1–0)                 | 34–7  | ニューヨーク・ジャイアンツ* (3, 2–1)             | レイモンド・ジェームス・スタジアム                 | フロリダ州タンパ (3)                   | 71,921  | [ 49 ]               |
| 36 | 2002年2月3日  | ニューイングランド・ペイトリオッツ† (3, 1–2)     | 20–17 | セントルイス・ラムズ* (3, 1–2)                   | ルイジアナ・スーパードーム (6)                     | ルイジアナ州ニューオーリンズ (9)       | 72,922  | [ 50 ]               |
| 37 | 2003年1月26日 | タンパベイ・バッカニアーズ* (1, 1–0)             | 48–21 | オークランド・レイダース† (5, 3–2)               | クアルコム・スタジアム (3)                         | カリフォルニア州サンディエゴ (3)       | 67,603  | [ 51 ]               |
| 38 | 2004年2月1日  | ニューイングランド・ペイトリオッツ† (4, 2–2)     | 32–29 | カロライナ・パンサーズ* (1, 0–1)                 | リライアント・スタジアム                           | テキサス州ヒューストン (2)             | 71,525  | [ 52 ]               |
| 39 | 2005年2月6日  | ニューイングランド・ペイトリオッツ† (5, 3–2)     | 24–21 | フィラデルフィア・イーグルス* (2, 0–2)           | オールテル・スタジアム                             | フロリダ州ジャクソンビル               | 78,125  | [ 53 ]               |
| 40 | 2006年2月5日  | ピッツバーグ・スティーラーズ† (6, 5–1)           | 21–10 | シアトル・シーホークス* (1, 0–1)                 | フォード・フィールド                               | ミシガン州デトロイト (2)               | 68,206  | [ 54 ]               |
| 41 | 2007年2月4日  | インディアナポリス・コルツ† (3, 2–1)             | 29–17 | シカゴ・ベアーズ* (2, 1–1)                       | ドルフィン・スタジアム (4)                         | フロリダ州マイアミガーデンズ (9)       | 74,512  | [ 55 ]               |
| 42 | 2008年2月3日  | ニューヨーク・ジャイアンツ* (4, 3–1)             | 17–14 | ニューイングランド・ペイトリオッツ† (6, 3–3)     | ユニバーシティ・オブ・フェニックス・スタジアム     | アリゾナ州グレンデール (2)             | 71,101  | [ 56 ]               |
| 43 | 2009年2月1日  | ピッツバーグ・スティーラーズ† (7, 6–1)           | 27–23 | アリゾナ・カージナルス* (1, 0–1)                 | レイモンド・ジェームス・スタジアム (2)             | フロリダ州タンパ (4)                   | 70,774  | [ 57 ]               |
| 44 | 2010年2月7日  | ニューオーリンズ・セインツ* (1, 1–0)             | 31–17 | インディアナポリス・コルツ† (4, 2–2)             | サンライフ・スタジアム (5)                         | フロリダ州マイアミガーデンズ (10)      | 74,059  | [ 58 ]               |
| 45 | 2011年2月6日  | グリーンベイ・パッカーズ* (5, 4–1)               | 31–25 | ピッツバーグ・スティーラーズ† (8, 6–2)           | カウボーイズ・スタジアム                           | テキサス州アーリントン                 | 103,219 | [ 59 ]               |
| 46 | 2012年2月5日  | ニューヨーク・ジャイアンツ* (5, 4–1)             | 21–17 | ニューイングランド・ペイトリオッツ† (7, 3–4)     | ルーカス・オイル・スタジアム                       | インディアナ州インディアナポリス       | 68,658  | [ 60 ] [ 61 ]        |
| 47 | 2013年2月3日  | ボルチモア・レイブンズ† (2, 2–0)                 | 34–31 | サンフランシスコ・フォーティナイナーズ* (6, 5–1) | メルセデス・ベンツ・スーパードーム (7)             | ルイジアナ州ニューオーリンズ (10)      | 71,024  | [ 60 ] [ 62 ]        |
| 48 | 2014年2月2日  | シアトル・シーホークス* (2, 1–1)                 | 43–8  | デンバー・ブロンコス† (7, 2–5)                   | メットライフ・スタジアム                           | ニュージャージー州イーストラザフォード | 82,529  | [ 63 ]               |
| 49 | 2015年2月1日  | ニューイングランド・ペイトリオッツ† (8, 4–4)     | 28–24 | シアトル・シーホークス* (3, 1–2)                 | ユニバーシティ・オブ・フェニックス・スタジアム (2) | アリゾナ州グレンデール (3)             | 70,288  | [ 64 ] [ 65 ]        |
| 50 | 2016年2月7日  | デンバー・ブロンコス†(8, 3–5)                    | 24–10 | カロライナ・パンサーズ*(2, 0–2)                  | リーバイス・スタジアム                             | カリフォルニア州サンタクララ (2)       | 71,088  | [ 65 ] [ 66 ] [ 67 ] |
| 51 | 2017年2月5日  | ニューイングランド・ペイトリオッツ† (9, 5–4)     | 34-28 | アトランタ・ファルコンズ* (2, 0–2)               | NRGスタジアム (2)                                  | テキサス州ヒューストン (3)             | 70,807  | [ 65 ] [ 66 ] [ 67 ] |
| 52 | 2018年2月4日  | フィラデルフィア・イーグルス* (3, 1–2)           | 41-33 | ニューイングランド・ペイトリオッツ† (10, 5–5)    | USバンク・スタジアム                               | ミネソタ州ミネアポリス (2)             | 67,612  | [ 68 ] [ 69 ]        |
| 53 | 2019年2月3日  | ニューイングランド・ペイトリオッツ (11,6-5)      | 13-3  | ロサンゼルス・ラムズ (4,1-3)                     | メルセデス・ベンツ・スタジアム                     | ジョージア州アトランタ                 | 70,081  |                      |
| 54 | 2020年2月2日  | カンザスシティ・チーフス(3,2-1)                  | 31-20 | サンフランシスコ・フォーティーナイナーズ (7,5-2) | マイアミ・ガーデンズ                               | フロリダ州マイアミ                     | 62,417  |                      |

### 連覇
8チームがスーパーボウルを連覇しており、うち1チームは2度連覇している。
- グリーンベイ・パッカーズ (第1回・第2回)
- マイアミ・ドルフィンズ (第7回・第8回)
- ピッツバーグ・スティーラーズ (2回：第9回・第10回、および第13回・第14回)
- サンフランシスコ・フォーティナイナーズ (第23回・第24回)
- ダラス・カウボーイズ (第27回・第28回)
- デンバー・ブロンコス (第32回・第33回)
- ニューイングランド・ペイトリオッツ (第38回・第39回)
- カンザスシティ・チーフス (第57回・第58回)

スーパーボウルを3連覇したチームは無いが、近づいたチームはいくつかある。
- グリーンベイ・パッカーズは、第1回、第2回とスーパーボウルを連覇し、かつ前年のNFLチャンピオンであった。
- マイアミ・ドルフィンズは、3回連続（第6回、第7回、第8回）でスーパーボウルに出場し、後の2回で勝利した。3連覇を目指したチームは、ディビジョナルプレーオフで、オークランド・レイダースのケン・ステイブラーに奇跡的なTDパスを決められて敗れた。そのプレーは、「Sea of Hands」として知られている[70]。
- サンフランシスコ・フォーティナイナーズは、第23回、第24回とスーパーボウルを連覇したが、翌年、その年のスーパーボウルチャンピオンとなるニューヨーク・ジャイアンツにNFCチャンピオンシップゲームで敗れた。その試合でジョー・モンタナは負傷退場した[71]。
- ダラス・カウボーイズは、第27回、第28回とスーパーボウルを連覇したが、翌年、その年のスーパーボウルチャンピオンとなるサンフランシスコ・フォーティナイナーズにNFCチャンピオンシップゲームで敗れた。カウボーイズはその翌年、第30回スーパーボウルで勝利している。
- ニューイングランド・ペイトリオッツは、第51回、第52回、第53回と3年連続でスーパーボウルに出場し、第51回と第53回で勝利しているが、第52回ではフィラデルフィア・イーグルスに敗れている。
- カンザスシティ・チーフスは、第57回、第58回とスーパーボウルを連覇したが、翌年のスーパーボウルでフィラデルフィア・イーグルスに敗れた。

## チーム別のスーパーボウル出場記録
| NFL‡/NFC* チーム(27勝) | AFL^/AFC† チーム(27勝) |
| NFL‡/AFC†チーム        |                        |

下表は、チームの出場回数、勝利数、最初に出場した年の順に並べてある。「シーズン」欄の太字の年は、勝利したシーズンである。
| 出場回数 | チーム                                  | 勝利 | 敗北 | 勝率  | シーズン                                                                    |
| -------- | --------------------------------------- | ---- | ---- | ----- | --------------------------------------------------------------------------- |
| 11       | ニューイングランド・ペイトリオッツ†     | 6    | 5    | .545  | 1985,† 1996,† 2001,† 2003,† 2004,† 2007,† 2011,† 2014,† 2016,† 2017,† 2018† |
| 8        | ピッツバーグ・スティーラーズ†           | 6    | 2    | .750  | 1974,† 1975,† 1978,† 1979,† 1995,† 2005,† 2008,† 2010†                      |
| 8        | ダラス・カウボーイズ*                   | 5    | 3    | .625  | 1970,* 1971,* 1975,* 1977,* 1978,* 1992,* 1993,* 1995*                      |
| 8        | デンバー・ブロンコス†                   | 3    | 5    | .286  | 1977,† 1986,† 1987,† 1989,† 1997,† 1998,† 2013†,2015,†                      |
| 7        | サンフランシスコ・フォーティナイナーズ* | 5    | 2    | .714  | 1981,* 1984,* 1988,* 1989,* 1994*, 2012*, 2019*                             |
| 5        | グリーンベイ・パッカーズ‡*              | 4    | 1    | .800  | 1966,‡ 1967,‡ 1996,* 1997,* 2010*                                           |
| 5        | ニューヨーク・ジャイアンツ*             | 4    | 1    | .800  | 1986,* 1990,* 2000,* 2007,* 2011*                                           |
| 5        | オークランド・レイダース^†              | 3    | 2    | .600  | 1967,^ 1976,† 1980,† 1983,† 2002†                                           |
| 5        | ワシントン・コマンダース*               | 3    | 2    | .600  | 1972,* 1982,* 1983,* 1987,* 1991*                                           |
| 5        | マイアミ・ドルフィンズ†                 | 2    | 3    | .400  | 1971,† 1972,† 1973,† 1982,† 1984†                                           |
| 4        | ボルチモア/インディアナポリス・コルツ‡† | 2    | 2    | .500  | 1968,‡ 1970,† 2006,† 2009†                                                  |
| 4        | ミネソタ・バイキングス‡*                | 0    | 4    | .000  | 1969,‡ 1973,* 1974,* 1976*                                                  |
| 4        | バッファロー・ビルズ†                   | 0    | 4    | .000  | 1990,† 1991,† 1992,† 1993†                                                  |
| 4        | ロサンゼルス/セントルイス・ラムズ*      | 1    | 3    | .255  | 1979,* 1999,* 2001,* 2018*                                                  |
| 3        | カンザスシティ・チーフス^†              | 2    | 1    | .666  | 1966,^ 1969,^ 2019†                                                         |
| 3        | シアトル・シーホークス                  | 1    | 2    | .333  | 2005,* 2013,* 2014*                                                         |
| 3        | フィラデルフィア・イーグルス*           | 1    | 2    | .333  | 1980,* 2004,* 2017,*                                                        |
| 2        | ボルチモア・レイブンズ†                 | 2    | 0    | 1.000 | 2000,† 2012†                                                                |
| 2        | シカゴ・ベアーズ*                       | 1    | 1    | .500  | 1985,* 2006*                                                                |
| 2        | シンシナティ・ベンガルズ†               | 0    | 2    | .000  | 1981,† 1988†                                                                |
| 2        | カロライナ・パンサーズ*                 | 0    | 2    | .000  | 2003,† 2015†                                                                |
| 2        | アトランタ・ファルコンズ*               | 0    | 2    | .000  | 1998,* 2016*                                                                |
| 1        | ニューヨーク・ジェッツ^                 | 1    | 0    | 1.000 | 1968^                                                                       |
| 1        | タンパベイ・バッカニアーズ              | 1    | 0    | 1.000 | 2002*                                                                       |
| 1        | ニューオーリンズ・セインツ*             | 1    | 0    | 1.000 | 2009*                                                                       |
| 1        | サンディエゴ・チャージャーズ†           | 0    | 1    | .000  | 1994†                                                                       |
| 1        | テネシー・タイタンズ†                   | 0    | 1    | .000  | 1999†                                                                       |
| 1        | アリゾナ・カージナルス*                 | 0    | 1    | .000  | 2008*                                                                       |
| 0        | クリーブランド・ブラウンズ†             | 0    | 0    | —     | N/A                                                                         |
| 0        | デトロイト・ライオンズ*                 | 0    | 0    | —     | N/A                                                                         |
| 0        | ジャクソンビル・ジャガーズ†             | 0    | 0    | —     | N/A                                                                         |
| 0        | ヒューストン・テキサンズ†               | 0    | 0    | —     | N/A                                                                         |

### スーパーボウル未出場チーム
4チームがスーパーボウルに出場したことがない。なお、うち2チームは、1966年シーズンの第1回スーパーボウルより前にNFLチャンピオンになったことがある。
- デトロイト・ライオンズ：NFLチャンピオン4回（1935年、1952年、1953年、1957年）。ほか、NFLチャンピオンシップゲーム（英語版）出場1回（1954年（英語版））、NFCチャンピオンシップゲーム出場1回（1991年（英語版）[72]）。
- クリーブランド・ブラウンズ：NFLチャンピオン4回（1950年、1954年、1955年、1964年）。ほか、NFLチャンピオンシップゲーム出場6回（1951年（英語版）、1952年（英語版）, 1953年（英語版）、1957年（英語版）、1968年（英語版）、1969年）、AFCチャンピオンシップゲーム出場3回（1986年（英語版）、1987年（英語版）、1989年（英語版）[73] (ブラウンズは、公式には、1946年にオール・アメリカ・フットボール・カンファレンス所属のチームとして誕生し、1950年にNFLへ加入、1996年から1998年まで一時消滅した後、1999年に復活した[74]。ボルチモア・レイブンズは、元ブラウンズの選手による、1996年のエクスパンションチームである。)[75]。
- ジャクソンビル・ジャガーズ：1995年のエクスパンションチーム。AFCチャンピオンシップゲーム出場2回（1996年（英語版）、1999年（英語版））[76]。
- ヒューストン・テキサンズ：2002年のエクスパンションチーム。2011、2012年、2019年と3回、ディビジョナル・プレイオフに出場。

なお、デトロイト、ヒューストン、ジャクソンビルはスーパーボウル開催地となったことがある。クリーブランドだけ、スーパーボウルを開催したことがなく地元チームが出場したこともない。

### 未勝利のスーパーボウル出場チーム
スーパーボウル出場チームのうち8チームが未勝利である。以下、出場回数順に挙げる。
- バッファロー・ビルズ (4回)：第25回、第26回、第27回、第28回スーパーボウルに出場。2回目かつ最後にAFCを優勝したのは、第1回スーパーボウル前年の1965年。
- ミネソタ・バイキングス (4回)：第4回、第8回、第9回、第11回に出場。AFL–NFL合併前年、1969年のNFLを優勝。
- シンシナティ・ベンガルズ (3回)：第16回、第23回、第56回に出場。1968年のAFLエキスパンションチーム。リーグ合併前に優勝したことはない。
- アトランタ・ファルコンズ（2回）：第33回、第51回に出場。1966年のエキスパンションチーム。スーパーボウル誕生前に優勝したことはない。
- カロライナ・パンサーズ（2回）：第38回、第50回に出場。合併後のエキスパンションチーム。最初のシーズンは1995年。
- アリゾナ・カージナルス（1回）：第43回に出場。最後に優勝したのは シカゴ・カージナルス（英語版）時代の1947年。
- テネシー・タイタンズ（1回）：第34回に出場。2回目かつ最後の優勝はヒューストン・オイラーズ（英語版）時代の1961年AFLチャンピオンシップ。
- サンディエゴ・チャージャーズ（1回）：第29回に出場。唯一の優勝は1963年のAFLチャンピオンシップ。

### 長年スーパーボウルから遠ざかっているチーム
以下の7チームは1995年以降出場しておらず、ジャクソンビル・ジャガーズやヒューストン・テキサンズよりもスーパーボウルから遠ざかっていることになる。
次のチームは、1970年のAFL–NFL合併後、一度もスーパーボウルに出場していない。
- ニューヨーク・ジェッツ (1968年シーズン、第3回スーパーボウル)

残りの5チームは、最後の出場が、AFL–NFL合併後、1995年シーズンより前である。
- ミネソタ・バイキングス (1976年シーズン、第9回スーパーボウル)
- マイアミ・ドルフィンズ (1984年シーズン、第19回スーパーボウル)
- ワシントン・レッドスキンズ (1991年シーズン、第26回スーパーボウル)
- バッファロー・ビルズ (1993年シーズン、第28回スーパーボウル)
- サンディエゴ・チャージャーズ (1994年シーズン、第29回スーパーボウル)

### スーパーボウルでの複数対戦
以下のチームがスーパーボウルで2回以上対戦している。
- ダラス・カウボーイズ 対 ピッツバーグ・スティーラーズ (3回)：第10回と第13回はスティーラーズが勝利、第30回はカウボーイズが勝利。ダラス・カウボーイズとピッツバーグ・スティーラーズのライバル関係（英語版）も参照。
- マイアミ・ドルフィンズ 対 ワシントン・レッドスキンズ (2回)：第7回はドルフィンズが勝利、第17回はレッドスキンズが勝利。
- シンシナティ・ベンガルズ 対 サンフランシスコ・フォーティナイナーズ (2回)：第16回、第23回ともにフォーティナイナーズが勝利。
- バッファロー・ビルズ 対 ダラス・カウボーイズ (2回)：第27回、第28回ともにカウボーイズが勝利し連覇。
- ニューイングランド・ペイトリオッツ 対 ニューヨーク・ジャイアンツ (2回)：第42回、第46回ともにジャイアンツが勝利。
- ニューイングランド・ペイトリオッツ 対 フィラデルフィア・イーグルス (2回)：第39回はペイトリオッツが勝利、第52回はイーグルスが勝利。
- カンザスシティ・チーフス 対 サンフランシスコ・フォーティナイナーズ (2回)：第54回、第58回ともにチーフスが勝利。
- カンザスシティ・チーフス 対 フィラデルフィア・イーグルス (2回)：第57回はチーフスが勝利、第59回はイーグルスが勝利。